# Морє (Раче-Фрам)
Морє (словен. Morje) — поселення в общині Раче-Фрам‎, Подравський регіон‎, Словенія.